# Nicolas Laugero Lasserre
 (septembre 2023).
- Si vous ne connaissez pas le sujet, laissez ce bandeau (vous pouvez alors contacter les auteurs).
- Si vous supprimez le contenu mis en cause (vous pouvez préalablement contacter les auteurs),

argumentez précisément cette suppression dans la page de discussion
(un manque de référence n'est pas un argument ; une recherche réelle de référence doit avoir été effectuée, être formellement documentée).
 (septembre 2023).
Si vous disposez d'ouvrages ou d'articles de référence ou si vous connaissez des sites web de qualité traitant du thème abordé ici, merci de compléter l'article en donnant les références utiles à sa vérifiabilité et en les liant à la section « Notes et références ».
Pour les articles homonymes, voir Lasserre.
Nicolas Laugero Lasserre, né le 8 mai 1975 à Nice, est un entrepreneur dans le secteur culturel et artistique. Il est cofondateur du groupe Artflux, structure créatrice de centres d’art flottants à Paris (Quai de la Photo, Fluctuart, les péniches de Paris, Son de la terre, etc.). Il est le directeur de l'ICART (l’école du management de la culture et du marché de l’art), président fondateur de l'association Artistik Rezo, commissaire d'exposition et collectionneur spécialiste d'art urbain.

## Biographie
Originaire du sud de la France, Nicolas Laugero Lasserre est un professionnel du secteur culturel. Il intègre l’Espace Pierre Cardin en 1997 ; Pierre Cardin lui en confie la direction de 2006 à 2015. En 1999, il crée le média culturel Artistik Rezo dont il est l'actuel président. Artistik Rezo s'enrichit par la suite du Club, puis d'une galerie spécialisée en art urbain. En novembre 2015, il intègre le groupe EDH et devient le directeur de l'ICART, école leader des métiers de la culture et du marché de l’art, implantée en France et à l’international (Paris - Bordeaux - Lyon - Lille - New York). Depuis 2018, il cofonde plusieurs lieux culturels sur la Seine, appelés aussi centres d’art flottants, gratuits et ouverts à tous (Fluctuart à Paris 7ème, Quai de la Photo à Paris 13ème). Commissaire d’exposition spécialiste d’art urbain, il porte plusieurs projets curatoriaux en France dont l’exposition “Capitale(s)” à l'Hôtel de Ville de Paris et le Tunnel des Tuileries en 2022. Par ailleurs, il a créé l’un des premiers musées d’art urbain, intitulé ART42 dans l’école 42 de Xavier Niel. Depuis 2017, il assure aussi la direction artistique du cabinet d’avocats Baker McKenzie. En 2023, il est nommé chevalier des Arts et des Lettres par le Ministère de la Culture,.

## Distinctions
- Chevalier de l'ordre des Arts et des Lettres (2023)

## Activités

### Entrepreneuriat

#### Fluctuart
Depuis 2019, il est le cofondateur et directeur artistique de Fluctuart, premier centre urbain flottant installé au pied du pont des Invalides, face au Grand Palais. Cette plateforme de 1 000 m2 est un lieu d’exposition et un lieu de vie gratuit et ouvert à toutes et à tous, avec un rooftop mais également une librairie spécialisée dans l'art urbain.

#### Quai de la photo
Depuis 2023, il est le cofondateur de Quai de la Photo,, centre d'art flottant consacré à la photographie contemporaine, lieu hybride et pluriel, à la fois culturel et festif sur les berges de la Seine à Paris, près de la Bibliothèque nationale de France dans le XIIIe arrondissement, un quartier en pleine effervescence économique et culturelle. Le bâtiment flottant de 1 000 m2 est un lieu d’exposition et un lieu de vie gratuit et ouvert à toutes et à tous. Quai de la Photo propose ainsi des expositions en accès libre et gratuit, réunissant des grands noms de la photographie et des artistes émergents, français et étrangers. Le lieu propose également des ateliers de photographie et une librairie spécialisée dans la photographie, La Comète.  

#### Art42
En 2015, il crée ART42, musée d’Art Urbain au cœur de l'école de programmation 42, fondée par Xavier Niel. Le musée compte 150 œuvres de la collection de Nicolas Laugero Lasserre exposées sur 4 000 m2 ainsi qu’une quarantaine d’œuvres in situ sur les murs du bâtiment. Des visites gratuites sont organisées toute l'année pour le public.

### Éducation

#### Icart
Le 23 novembre 2015, Nicolas Laugero Lasserre est nommé directeur de l'ICART, école du management de la culture et du marché de l'art. Fondée en 1963 par Denis Huisman, l'ICART a été la toute première école à préparer aux métiers du commerce de l’art, de la médiation culturelle, de la communication et du management culturel. Sa vocation est de former des spécialistes reconnus dans le secteur des arts et de la culture en France et à l’étranger. Reconnu par le Ministère de la Culture et de la Communication, l’ICART fait partie de l’un des premiers groupes d’écoles d’envergure internationale, le Groupe EDH, spécialisé dans les formations supérieures liées aux domaines de la communication, de l’information, de l’art et de la culture.
Entre 2015 et 2023, il développe l'ICART, notamment son nombre d'étudiants et crée deux campus, à Lyon et à Lille, aux côtés de ceux de Paris, Bordeaux et New York.

### Engagement

#### ArtistikRezo
Artistik Rezo est un média culturel créé en 1999. Il traite de toute l'actualité du spectacle, de l'art, de la musique et du cinéma à travers des interviews d'artistes et de professionnels ainsi que des dossiers spécialisés. La création du Club Artistik Rezo en 2009 constitue une suite logique dans le développement du média afin d’offrir aux membres les plus fidèles des sorties et des événements exclusifs qui leur permettent d’être au cœur de la scène culturelle (théâtre, art, musique et cinéma) et de créer un réseau avec les autres membres.
En 2015, Nicolas Laugero Lasserre ouvre la galerie Artistik Rezo. Le lieu, situé rue Alexandre Dumas à Paris, est porté par une dimension associative et se veut un espace d'accompagnement et de mise en avant d'artistes émergents et confirmés comme Andrea Ravo Mattoni, Bault, Clet, Ërell, Evazésir, Gris1, Gilbert1, Levalet, Madame, MonkeyBird, Nast, Olivia de Bona, Quentin DMR, Romain Froquet, Théo Lopez, Tim Zdey.

#### Autres engagements
Il a été membre du conseil d'administration de l'ADIAF (Association pour la diffusion internationale de l'art français) et y a créé en 2014 le département Jeunes collectionneurs. Il est aussi  président de l'Association des directeurs et producteurs de théâtre privé.
Après avoir été plusieurs années administrateur de La Mie de Pain, association reconnue d'utilité publique qui vient en aide aux personnes en difficulté, il expose depuis 2020 une partie de sa collection d'art dans Le Refuge du 13ème arrondissement de Paris, le plus grand centre d'hébergement de France. Il invite également des artistes à y réaliser des œuvres in situ.

### Direction artistique et chroniqueur média

#### Direction artistique et aménagement urbain
Nicolas Laugero Lasserre met son expertise de commissaire d'expositions dans des projets d'ampleur au service des collectivités territoriales, que ce soit dans des projets de préfiguration de quartier, comme pour le quartier en transition Bruneseau dans le 13e arrondissement de Paris, ou dans la programmation artistique de JAM Project. Le JAM Project, fondé par Athem et à l'initiative de Philippe Ligot aux côtés de Renaud Donnedieu de Vabres et Nicolas Laugero Lasserre, est un atelier parisien spécialisé dans la scénographie d'exposition, le mapping et les projections immersives.
La mairie de Paris confie à Nicolas Laugero Lasserre l'aménagement artistique du Playground des Halles. L'espace sportif, inauguré par Anne Hidalgo en 2018, comprend deux terrains de basket et un terrain de football, tous sublimés par l'artiste Romain Froquet.
Il expose également sa collection d'œuvres d'art à la mairie du 1er arrondissement de Paris en 2013, à la MAC de Créteil en 2014, ou encore à la Base sous-marine de Bordeaux après une commande d'Alain Juppé en 2018,. Commissaire d'exposition à Station F, incubateur de start-up fondé par Xavier Niel, il expose une quarantaine d'installations originales au sein même des locaux du campus.
Il a également été directeur artistique du festival Grand Paris Sud de 2015 à 2017. Depuis 2018, il coordonne les expositions d'art contemporain du cabinet d'avocats Baker McKenzie.

#### Chronique TV5 Monde
Depuis 2021, Nicolas Laugero Lasserre intervient en tant que chroniqueur dans l'émission 400 millions de critiques, premier magazine culturel francophone au monde, concept original 100% TV5 Monde. En 2020, il anime tous les mois l’émission Art Club,, proposant un débat sur les questions relatives au monde de l’art avec plusieurs chroniqueurs spécialisés, produit par Figaro Live en partenariat avec Museum TV. Nicolas Laugero Lasserre valorise également les créateurs auprès d’une audience sur ses propres réseaux sociaux.